# Амвросий (Смирнов)
Архиепископ Амвросий (в миру Алексей Степанович Смирнов; 4 [16] апреля 1874, Кострома — 25 мая 1938, Енисейск, Красноярский край) — епископ Русской православной церкви, архиепископ Муромский, викарий Нижегородской епархии.

## Биография
Родился в семье протоиерея Костромской епархии. Окончил Костромское духовное училище (1889), Костромскую духовную семинарию (1895) и Московскую духовную академию со степенью кандидата богословия (1899).
7 апреля 1900 года епископом Приамурским и Благовещенским Иннокентием (Солодчиным) пострижен в мантию, 30 апреля рукоположён во иеромонаха.
С 14 августа 1901 года помощник смотрителя Рязанского духовного училища.
С 1901 года инспектор Благовещенской духовной семинарии, с 1904 года её ректор в сане архимандрита.
С 1906 года настоятель Спасо-Мирожского монастыря Псковской епархии.
Указом Святейшего синода от 29 июля 1911 года назначен епископом Михайловским, викарием Рязанской епархии. Хиротония состоялась 31 июля 1911 года в Александро-Невской лавре. Председатель совета братства свт. Василия (1911) и Рязанского епархиального училищного совета (1912).
Награждён наперсным крестом (1903), орденами святой Анны III степени (1908) и святого Владимира III степени (1913).
С 26 мая 1917 года — епископ Елецкий, викарий Орловской епархии.
В 1918 году член Священного собора Православной российской церкви как заместитель епископа Орловского и Севского Серафима (Остроумова), участвовал во 2-й сессии, член III Отдела.
6 июля 1918 года был ненадолго арестован после обыска, произведённого в орловском архиерейском доме.
С 22 декабря 1920 года епископ Брянский и Севский.
В 1921 году за «антисоветскую агитацию и произнесение контрреволюционных проповедей» приговорён к 5 годам концлагеря условно.
С 1923 года епископ Рязанский.
В 1925 году на 2 месяца арестован и выслан в Москву без права выезда, епископ Сергиевский, викарий Московской епархии, служил в московском храме свт. Николая Чудотворца у Яузских ворот, 12 апреля 1925 года подписал акт о передачи высшей церковной власти митрополиту Крутицкому Петру (Полянскому).
5 июня 1926 года за «агитацию среди церковников о гонении власти за веру» сослан на 3 года в Усть-Сысольск (ныне Сыктывкар), в 1928 году досрочно освобождён. С 25 апреля 1928 года епископ Дмитровский, викарий Московской епархии.
С 28 ноября 1928 года архиепископ Вологодский и Кадниковский. С марта 1929 по март 1930 года в епархии было закрыто 32 храма из 37.
В 1931 году как «руководитель контрреволюционной группировки церковников» приговорён к 3 годам заключения, срок отбывал в Мариинских лагерях.
С 26 апреля 1934 года архиепископ Пугачёвский, викарий Саратовской епархии. 14 мая 1934 года назначен архиепископом Муромским, викарием Горьковской епархии.
В 1935 году за «контрреволюционную деятельность» (виновным себя не признал) сослан на 3 года в село Мотыгино Удегейского района Красноярского края.
25 марта 1938 года арестован и заключён в тюрьму города Енисейска. Признал себя виновным в контрреволюционной деятельности и подготовке вооружённого восстания. Расстрелян 25 мая 1938 года по приговору тройки НКВД Красноярского края от 14 апреля 1938 года.